# Acoustic Music Records
Acoustic Music Records ist ein deutsches Musiklabel mit Sitz in Osnabrück. 

## Geschichte
Acoustic Music Records wurde 1989 von dem Gitarristen Peter Finger zunächst als Label für Gitarrenmusik gegründet. Die stilistische Bandbreite der Veröffentlichungen reicht von Weltmusik, Folk, Blues und Jazz, sowie klassischer und neuer Instrumentalmusik.  

## Musiker und Musikgruppen
Auf dem Label erschienen u. a. Alben von 
- John Abercrombie
- Peter Autschbach
- Duck Baker
- Joe Baudisch
- Paulo Bellinati
- Pierre Bensusan
- Claus Boesser-Ferrari
- Buggy Braune
- Angela Brown
- Jeanne Carroll
- Christian Christl
- Cristin Claas
- Hannes Clauss
- Larry Coryell
- Enrique Díaz
- Manfred Dierkes
- Andreas Dombert
- Herb Ellis
- Wolfgang Engstfeld
- Peter Finger
- Axel Fischbacher
- Dylan Fowler
- Michael Friedman
- Frank Fröhlich
- Chris Gall
- Thomas Gerdiken
- Tom Götze
- Norbert Gottschalk
- Klaus Graf
- Frank Haunschild
- Reinmar Henschke
- Gregor Hilden
- Hajo Hoffmann
- Hamilton de Holanda
- Thomas Hufschmidt
- Klaus Ignatzek
- Laurence Juber
- Helmut Kagerer
- Jim Kahr
- Jan Klare
- Uwe Kropinski
- Manfred Leuchter
- Mundell Lowe
- Eric Lugosch
- Marion & Sobo Band
- Hendrik Meurkens
- Karlheinz Miklin
- Paul Millns
- Franco Morone
- Adam Nussbaum
- Florian Poser
- Preston Reed
- Rudy Rotta
- Michael Sagmeister
- Samira Saygili
- Volker Schlott
- Ralf Schmid
- Axel Schultheiß
- Jason Seizer
- Tom Shaka
- Quique Sinesi
- Tim Sparks
- Joscho Stephan
- Jacques Stotzem
- John Stowell
- David Tanenbaum
- Thilo von Westernhagen
- Ron Williams
- Hubert Winter
- Falk Zenker
- Axel Zinowsky